# Flugplatz Burg

i7
i11
i13
Der Flugplatz Burg (ICAO-Code: EDBG) ist ein Sonderlandeplatz in der Nähe von Burg (bei Magdeburg).
Er ist für Motorsegler, Segel- und Ultraleichtflugzeuge und Helikopter bis 5700 kg zugelassen. Gelegentlich sind auch Fallschirmspringer auf dem Platz anzutreffen.

## Lage
Der Flugplatz liegt etwas mehr als drei Kilometer südlich von Burg im 88 Hektar großen FFH-Gebiet Heide südlich Burg und am nördlichen Rande des Standortübungsplatzes Burg-Krähenberge.

## Geschichte
Am 16. Juni 2012 wurde das 20-jährige Bestehen des Flugsportclubs Burg e. V., des Betreibers des Flugplatzes, mit einem Tag der offenen Tür gefeiert. Während des Hochwassers in Mitteleuropa 2013 wurde der Platz zeitweise als Tankbasis für Hubschrauber der Bundeswehr genutzt.